# Leleti Khumalo
Leleti Khumalo (30. ožujka 1970., Durban, JAR) južnoafrička je glumica koja potječe iz plemena Zulu.

## Rani život i karijera
Rođena je u mjestu KwaMashu, sjeverno od Durbana, u Južnoj Africi. Potječe iz plemena Zulu. Pokazavši interes za ples i glumu od rane dobi, Khumalo se pridružila mladoj dvorišnoj skupini pod nazivom Amajika, pod mentorstvom Tu Nokwe. Godine 1985., prošla je audiciju mjuzikla čiji je autor Mbongeni Ngema, koji je kasnije postao međunarodni hit Sarafina!.

## Sarafina!
Ngema je napisao glavnu ulogu Sarafine posebno za Khumalo. Prije je bila u braku s Mbongenijem Ngemom. No, došlo je do nagađanja da je imao nekoliko veza s različitim ženama, uključujući i pokojnu Brendu Fassie. Khumalo obavlja ulogu Sarafina! na pozornicama u Južnoj Africi i na Broadwayu, gdje je dobila 1988. godine nagradu Tony za najbolju glumicu u mjuziklu. Sarafina! se na Broadwayu izvodila u trajanju od dvije godine, nakon čega je proizvodnja krenula na svjetsku turneju. Godine 1987. Khumalo dobiva nagradu NAACP-a za najbolju scensku glumicu. 1992., nastupila je zajedno s Whoopi Goldberg, Miriam Makebom i Johnom Kanijem u filmskoj verziji Sarafina!, koji je imao svjetsku distribuciju, a postala je najveća filmska produkcija koja je objavljena na afričkom kontinentu. Ponovno, Khumalo je bila nominirana za nagradu NAACP-a, zajedno s Angelom Bassett, Whoopi Goldberg i Janet Jackson. Na temelju ustanaka mladeži u Sowetu 1976.g., Sarafina! pripovijeda priču o mladoj školarki koji se ne boji borbe za svoja prava i nadahnjuje svoje vršnjake dići se u znak prosvjeda, pogotovo nakon što joj je inspirativna učiteljica, Marija Masembuko (Whoopi Goldberg) završi u zatvoru. Godine 1993., Khumalo izdaje svoj prvi album, Leleti i Sarafina.  Sarafina! je ponovno objavljena u Južnoj Africi 16. lipnja 2006. u spomen na 30. obljetnicu ustanaka mladih u Sowetu.

## Filmografija
| Godina | Film                     | Uloga          |
| 1988.  | Voices of Sarafina!      | Sarafina       |
| 1992.  | Sarafina!                | Sarafina       |
| 1995.  | Cry, the Beloved Country | Katie          |
| 2004.  | Jučer                    | Yesterday      |
| 1993.  | Hotel Ruanda             | Fedens         |
| 2005.  | Faith's Corner           | Faith          |
| 2009.  | Invictus                 | Mary           |
| 2010.  | Hopeville                | Flo            |
| 2010.  | Africa United            | sestra Ndebele |
| 2011.  | Winnie Mandela           | ?              |

## Vanjske poveznice
- Leleti Khumalo u internetskoj bazi filmova IMDb-u (engl.)